# Веймарські установчі збори

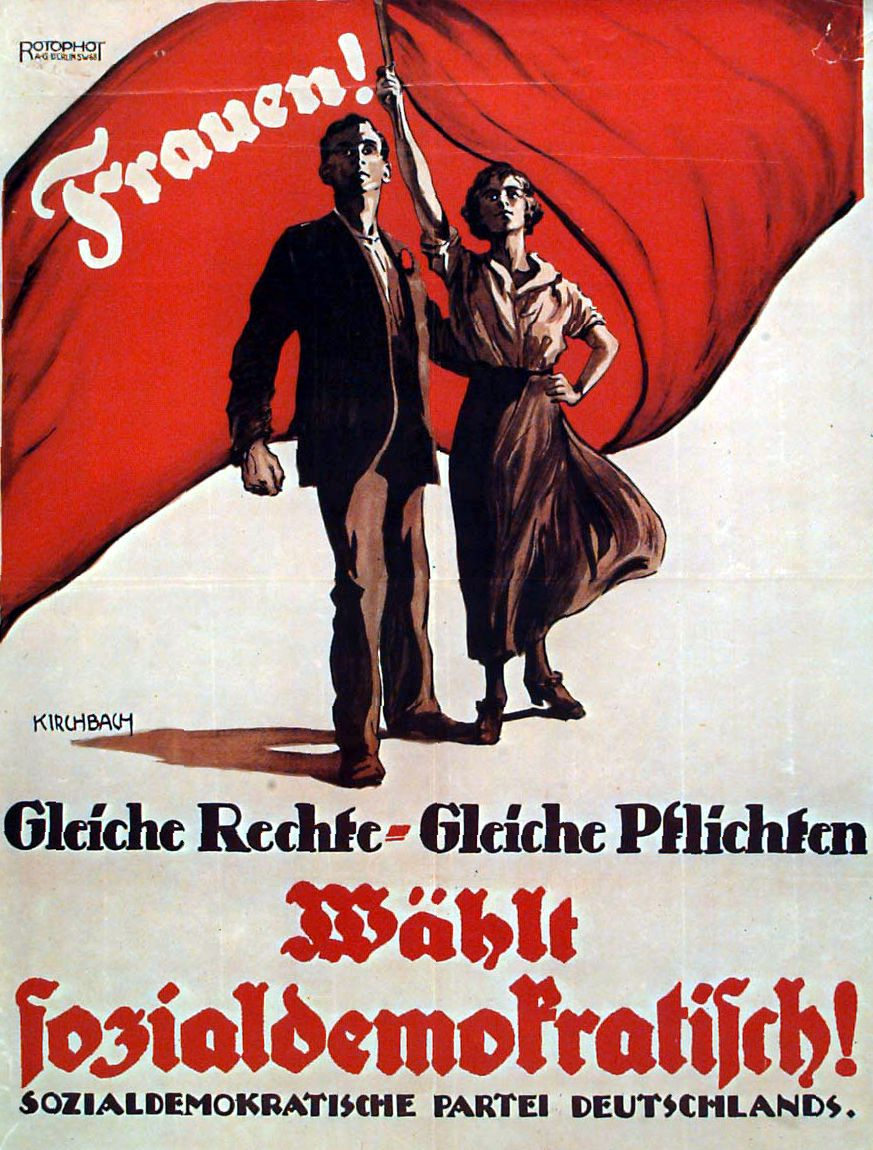
Агітаційний плакат СДПН на виборах до Національних зборів 19 січня 1919 року: «Жінки! Рівні права, рівні обов'язки. Обирайте соціал-демократів»

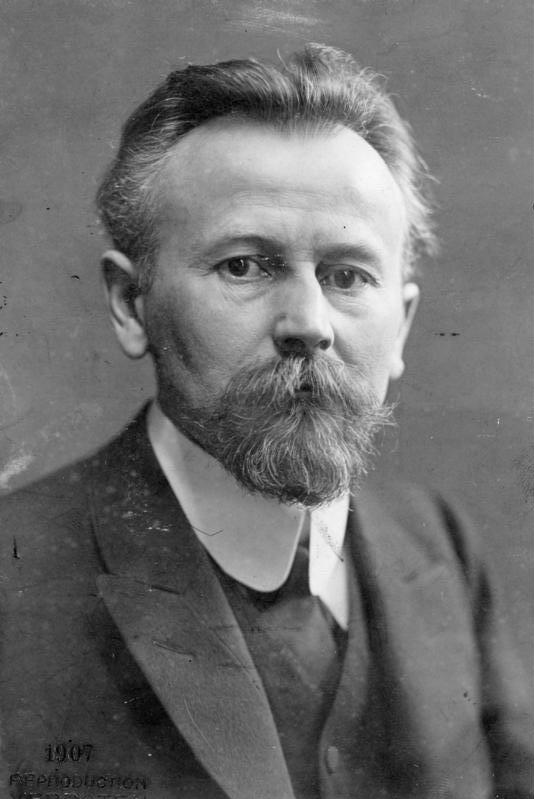
Перший президент Веймарських установчих зборів Едуард Давид

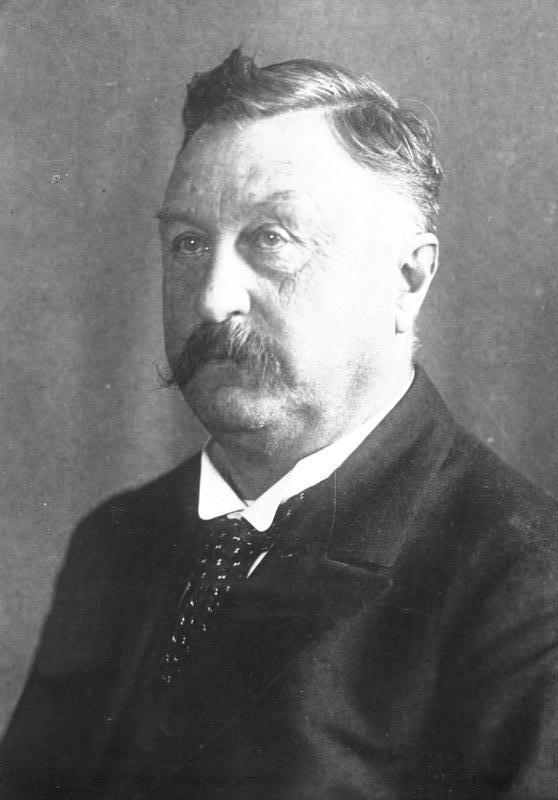
Другий президент Веймарських установчих зборів Костянтин Ференбах

Веймарські установчі збори або Німецькі національні збори 1919 року (нім. Weimarer Nationalversammlung) — парламент Німеччини, який прийняв нову Веймарську конституцію і заснував у країні так звану Веймарську республіку. У період дії Німецьких національних зборів 1919 року представництво земель здійснював комітет держав (нім. Staatenausschuss). Після Листопадової революції 1918 року, яка завершилася зреченням від престолу кайзера Вільгельма II, 30 листопада 1918 року тимчасовий уряд — Рада народних уповноважених — призначила вибори до Національних зборів, що скликались для вирішення питання про державний устрій нової Німеччини на 19 січня 1919 року. Імперський з'їзд рад робітничих і солдатських депутатів 19 грудня підтримав рішення уряду і тим самим остаточно закрив можливість руху до Німеччини до Радянської республіки.

## Виборча система
Німецьке національне зібрання зібрали на основі загального, рівного та прямого виборчого права при таємному голосуванні, громадянами старше 20 років, незалежно від статі, релігії та національності на строк до початку роботи парламенту, скликаного на основі нової конституції. Виборча система — пропорційна за багатомандатними виборчими округами за методом д'Ондта. Поріг явки і прохідний бар'єр були відсутні.

## Формування кабінетуШейдемана
Після виборів 19 січня перше засідання національних зборів відбулося 6 лютого 1919 року далеко від охопленого заворушеннями Берліна, у Веймарі. Його президентом обрали представником СДПН Едуарда Давида. 11 лютого 1919 року Національні збори призначили рейхсканцлера Фрідріха Еберта тимчасовим рейхспрезидентом. СДПН разом із Партією Центру і Німецькою демократичною партією утворила провладну більшість — Веймарську коаліцію. Оскільки чинний президент Національних зборів Едуард Давид увійшов до імперського уряду як міністр без портфеля, збори обрали 14 лютого 1919 року його наступником віцепрезидента, депутата від Партії Центру Костянтина Ференбаха.

## Обговорення умовВерсальського договорута формування кабінету Бауера

### Заява Шейдемана
12 травня 1919 року Національні збори вперше засідали у Берліні, у Новій актовій залі Берлінського університету, де заслухали й обговорили заяву прем'єр-міністра Філіппа Шейдемана щодо пропонованих умов для укладення миру. Під оплески всіх партій соціал-демократ Шейдеман у своїй промові охарактеризував умови Антанти як «насильницький мир», який знищить німецький народ. Як територіальні, так і політичні та економічні вимоги були задушливими для Німеччини. Ці неприйнятні умови різко контрастували зі запевненнями, отриманими раніше від президента США Вудро Вільсона. Імперський уряд не може погодитися з такими умовами і запропонує зустрічний варіант мирного договору, який ґрунтується на проєкті Чотирнадцяти пунктів Вільсона. Прем'єр-міністр Пруссії Пауль Хірш від імені союзних держав у складі Німецької імперії висловив повну підтримку імперському уряду і настільки ж різко критикував умови, запропоновані Антантою. Виступили представники всіх партій, починаючи з Незалежної соціал-демократичної партії Німеччини і закінчуючи Німецької національної народної партією, визнали умови Антанти неприйнятними. Так, голова Німецької народної партії і майбутній рейхсміністр закордонних справ Густав Штреземан назвав умови миру, запропоновані державами-переможницями, «нападом політичного садизму». Лише голова НСДПН Гуго Гаазе відхилив вимоги Антанти, супроводивши свою відмову різкою критикою імперського уряду.

### Відставка кабінету Шейдемана, формування кабінету Бауера
20 червня 1919 року кабінет Шейдемана пішов у відставку після того, як його зустрічні пропозиції відхилила Антанта, у зв'язку з чим виникли розбіжності з питання підписання Версальського договору. На чолі нового уряду, сформованого СДПН і Партією Центру, став Густав Бауер, який виступав за підписання мирного договору, при цьому продовжуючи критикувати його окремі положення, зокрема, що стосуються можливості екстрадиції громадян Німеччини в країни Антанти і покладання всього тягаря військових боргів на Німеччину. Однак погоджуючись з умовами, що нав'язуються Німеччини Версальським договором, Бауер відзначав, що Німецька імперія не в змозі виконати всі економічні вимоги Версальського договору, і жалкував про те, що не вдалося домогтися від Антанти додаткових поступок.

### Загальне роззброєння

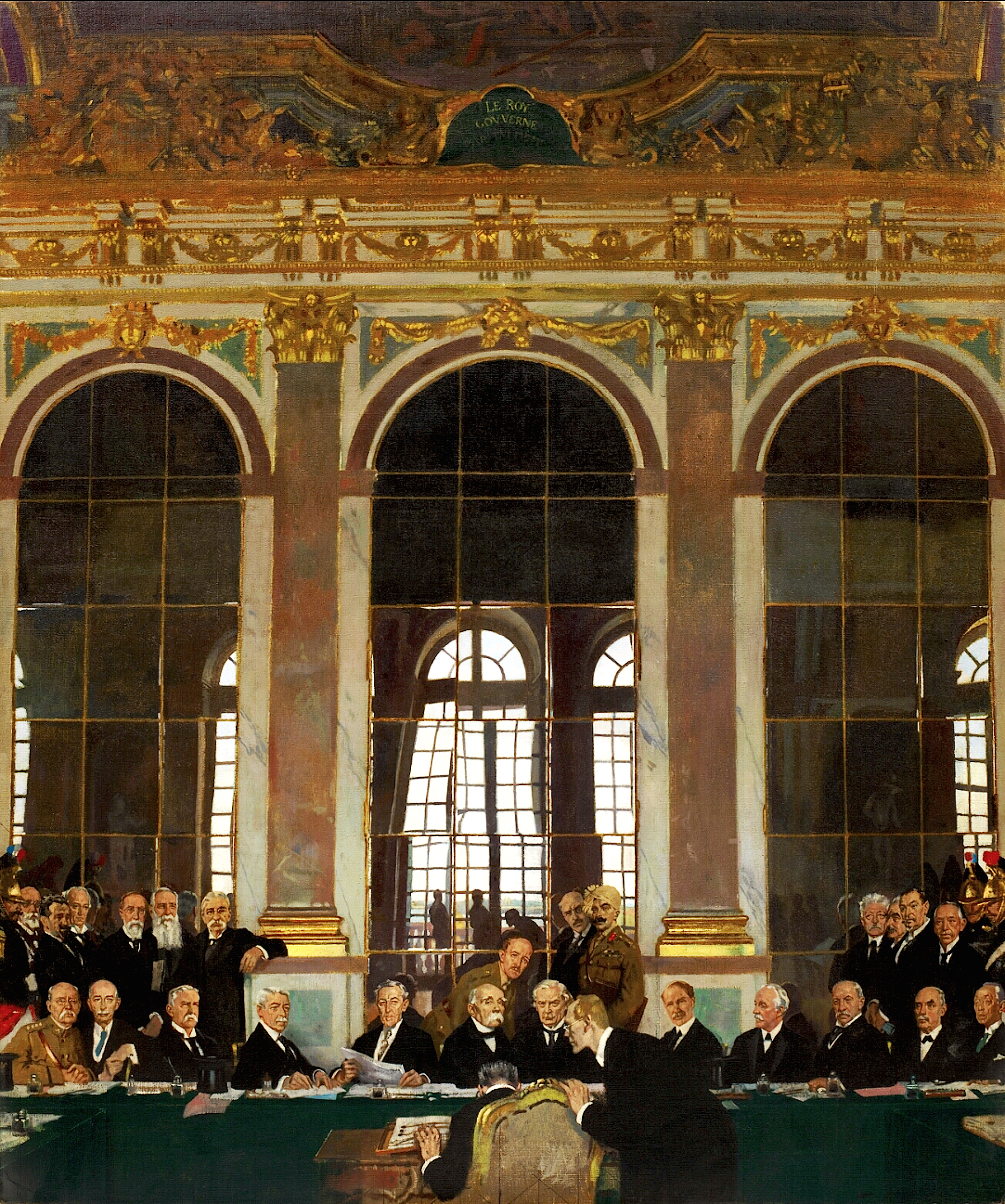
Вільям Орпен. Підписання миру в Дзеркальній залі Версальського палацу 28 червня 1919 року. Імперський військовий музей. Лондон

Версальський договір засудив і Пауль Лебі від СДПН та Адольф Гребер від Партії Центру. Вони звернули увагу на внесене в підготовлений Антантою проєкт положення про винуватість Німеччини у розв'язуванні війни. Вони виклали думку своїх фракцій про те, що альтернативним рішенням може бути тільки відновлення військових дій, що може призвести до ще більш негативних результататів. На відміну від них Ойген Шиффер, чинний рейхсміністр фінансів, від імені більшості депутатів від Німецької демократичної партії висловився проти ухвалення мирного договору. Він нагадав обом партіям, які беруть участь в уряді, гнівний виступ рейхсканцлера Філіпа Шейдемана 12 травня, що «нехай відсохне та рука, яка підпише цей договір». Він не побачив жодних змін ситуації з того часу. Німецька національна народна партія і Німецька народна партія в різкій формі відкинули мирний договір. Незалежна соціал-демократична партія Німеччини, єдина з опозиційних, навпаки схвалила підписання Версальського договору. Її голова Гуго Гаазе назвав ухвалене рішення жахливою дилемою, з якою зіткнулося Національні збори. Він так само різко критикував договір, але, як і представники панівних партій, вказав на наслідки, які виникнуть, якщо мирний договір відхилять. При поіменному голосуванні 237 депутатів висловилися за підписання мирного договору, 138 — проти, 5 депутатів утрималося.

### Відсутність альтернативи
Того ж дня імперський уряд повідомив у своїй ноті країнам Антанти про згоду на підписання мирного договору, за умови виключення з нього положення про військові борги і екстрадиції німців державам-переможницям. Уже ввечері 22 червня було отримано відповідь Антанти, підписану прем'єр-міністром Франції Жоржем Клемансо, у якому він уточнював, що мирний договір може бути прийнятий тільки цілком або відхилений.
На пленарному засіданні національних зборів 23 червня прем'єр-міністр Бауер доповів позицію Антанти і заявив, що в уряду немає вибору і він зобов'язаний підписати договір.
Проте, ратифікація договору відбулася лише 9 липня 1919 року з ухваленням Закону «Про укладення миру між Німеччиною і союзницькими та асоційованими державами».

## Конституційні дебати

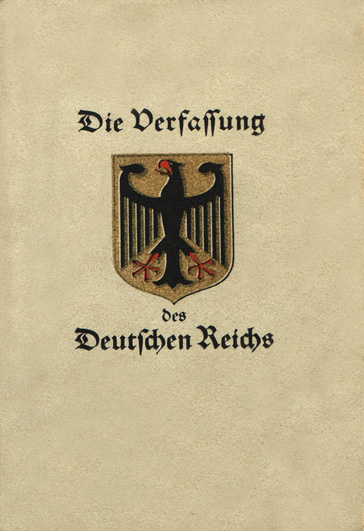
Мета Національного зборів — конституція

Конституція нової демократичної Німеччини була прийнята Національними зборами 31 липня 1919 року.

### Назва держави
Після завершення переговорів у конституційному комітеті під головуванням Конрада Хаусмана на пленарному засіданні національних зборів 2 липня 1919 року почалося друге читання проекту конституції (в редакції комітету). НСДПН запропонувала змінити наявну назву німецької держави з «Німецький рейх» на «Німецьку республіку». Депутат від цієї партії Оскар Кон пояснив, що в такій назві чітко позначиться злам застарілих порядків. Адже у французькій і англійській мовах німецьке слово «рейх» перекладалося як «імперія». Це пропозиція зіштовхнулась з опором з боку Німецької демократичної партії, яка вважала, що рейх вже не співвідноситься з монархією, так і Німецька національна народна партія, яка вважала республіку надто радикальним перетворенням для Німеччини.

### Форма державного устрою
Депутат від НСДПН Кон також зажадав перетворення Німеччини в унітарну держава. Унітарна держава, на думку НСДПН, функціонує більш ефективно, а союзні держави в Німеччині — лише релікти монархічного періоду. Цю пропозицію відхили представники інших партій, які підкреслили, що наявний проєкт конституції являє собою великий крок у напрямку посилення центральної імперської влади: впливовий бундесрат замінювався консультативним рейхсратом, створювалася імперська пошта і імперська залізниця, ліквідовувалися особливі привілеї Пруссії. Еріх Кох-Везер від НДП зазначив, що саме в Баварії і Брауншвейгу, союзних державах, що перебувають під впливом ідеології НДСПГ, особливо сильні сепаратистські тенденції.

### Прапор
2 липня Національне зібрання обговорювало також і кольори прапора нової Німеччини. Представники СДПН і партії Центру висловилися за чорно-червоно-золоту символіку, Німецька народна партія і Німецька національна народна партія — за старі кольору кайзерівської Німеччини, чорно-біло-червоний прапор. НСДПН зажадала прийняти революційний червоний прапор як державний. У Німецькій демократичній партії більшість висловлювалася за нову символіку.

Рейхсміністр внутрішніх справ Едуард Давид виклав позицію імперського уряду: чорно-червоно-жовтого прапора як символу великого німецького єдності. Це історичні кольору німецьких студентських корпорацій і революції 1848 року. Чорно-червоно-золотий прапор висловлював прагнення до німецької єдності замість державної роздробленості. Чорно-біло-червоний прапор навпаки нагадував про роздробленості німецьких держав на чолі з Пруссією.

Прапор Веймарської республіки
Другий варіант, повторював кольори прапорів Північнонімецького союзу та Німецької імперії
Червоний прапор, що пропонувався лівими і комуністами після листопадової революції